# Tomba dei giganti di Sa Domu 'e S'Orcu
La tomba di giganti di Sa Domu e S'orcu (in italiano la "casa dell'orco") è un monumento archeologico situato ad un'altezza di circa 260 metri nell'altipiano della giara di Siddi, area interessata dalla presenza di quattordici nuraghi.
Databile al Bronzo medio (1500-1300 a.C.), la tomba dei giganti Sa Domu è S'Orcu è realizzata con grossi blocchi di basalto estratti dall'altopiano sul quale sorge.

## Descrizione
La tomba ha una struttura quasi completamente intatta e ben conservata. I blocchi di basalto sono finemente scolpiti e lavorati lungo tutta la struttura, formando un corpo tombale della lunghezza di 15,20 metri disposto lungo l'asse sud-est nord-ovest. L'esedra, area antistante la tomba nella quale presumibilmente  si svolgevano rituali legati al culto dei morti, ha un'ampiezza di 18 metri.
La sepoltura ha la classica forma di protome  taurina (tipica del periodo preistorico sardo) chiusa a semicerchio nella parte posteriore. La camera funeraria di pianta rettangolare ha una lunghezza di circa 10 metri; sul lato sinistro è presente una nicchia forse utilizzata per contenere le offerte funerarie e/o votive.
La coperture è caratterizzata da lastre piatte di granito di grandi dimensioni poggiate alla struttura mentre il pavimento era cosparso di ciottoli di fiume nella quale veniva adagiati i defunti.
All'interno sono stati rinvenuti frammenti di ceramica dell'età del  Bronzo medio e dell'Età del rame.

## Galleria d'immagini

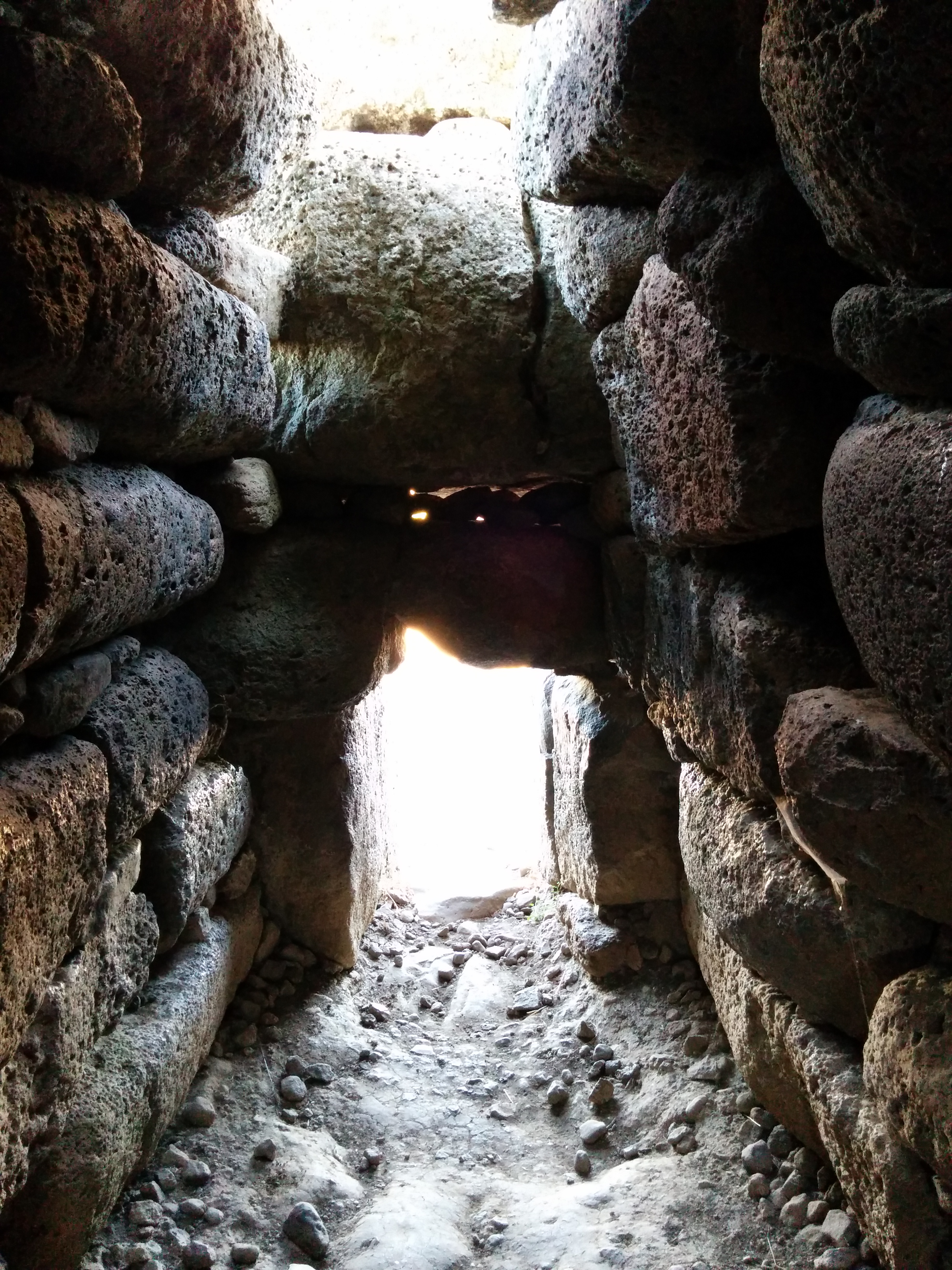
Ingresso
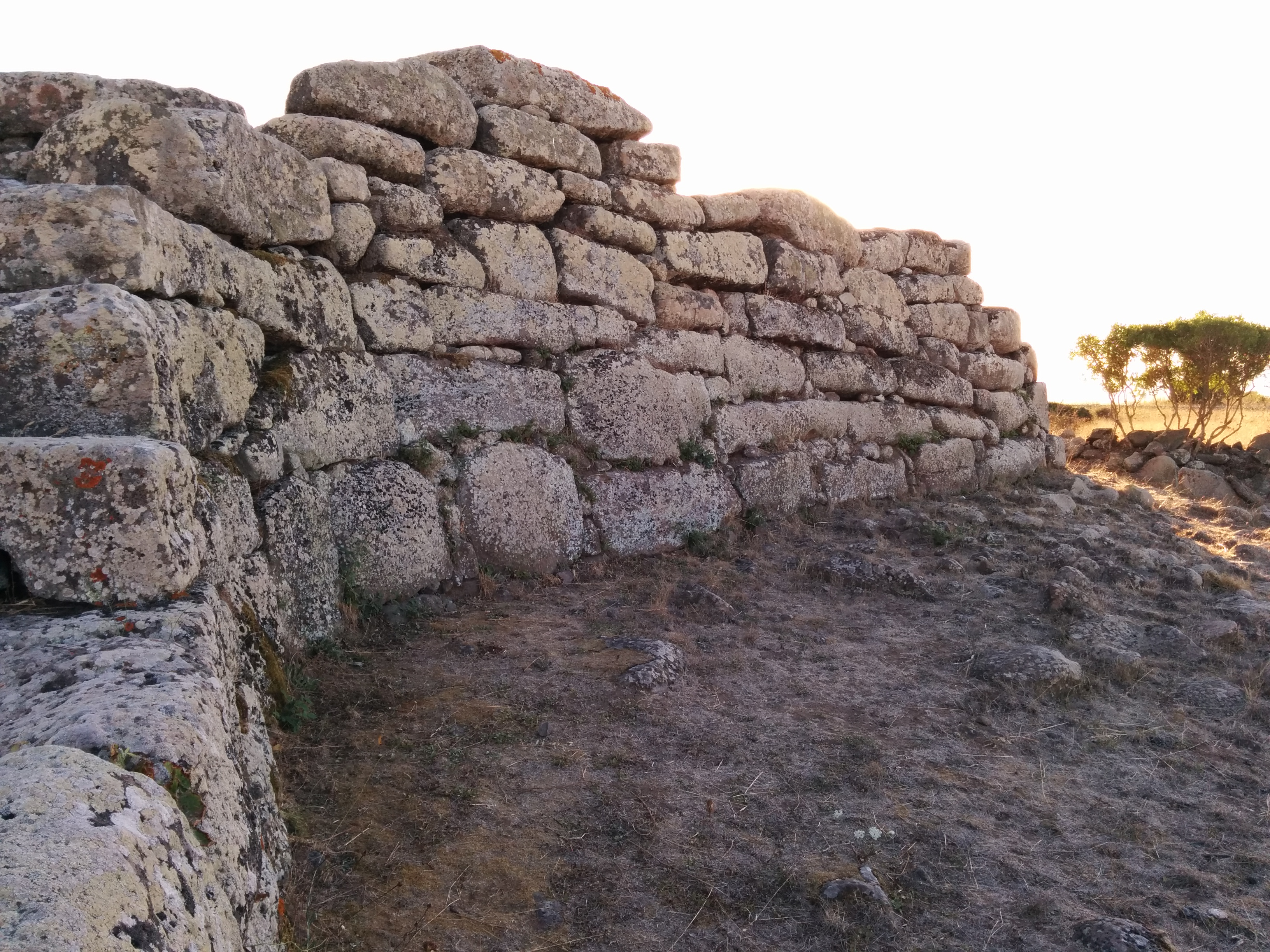
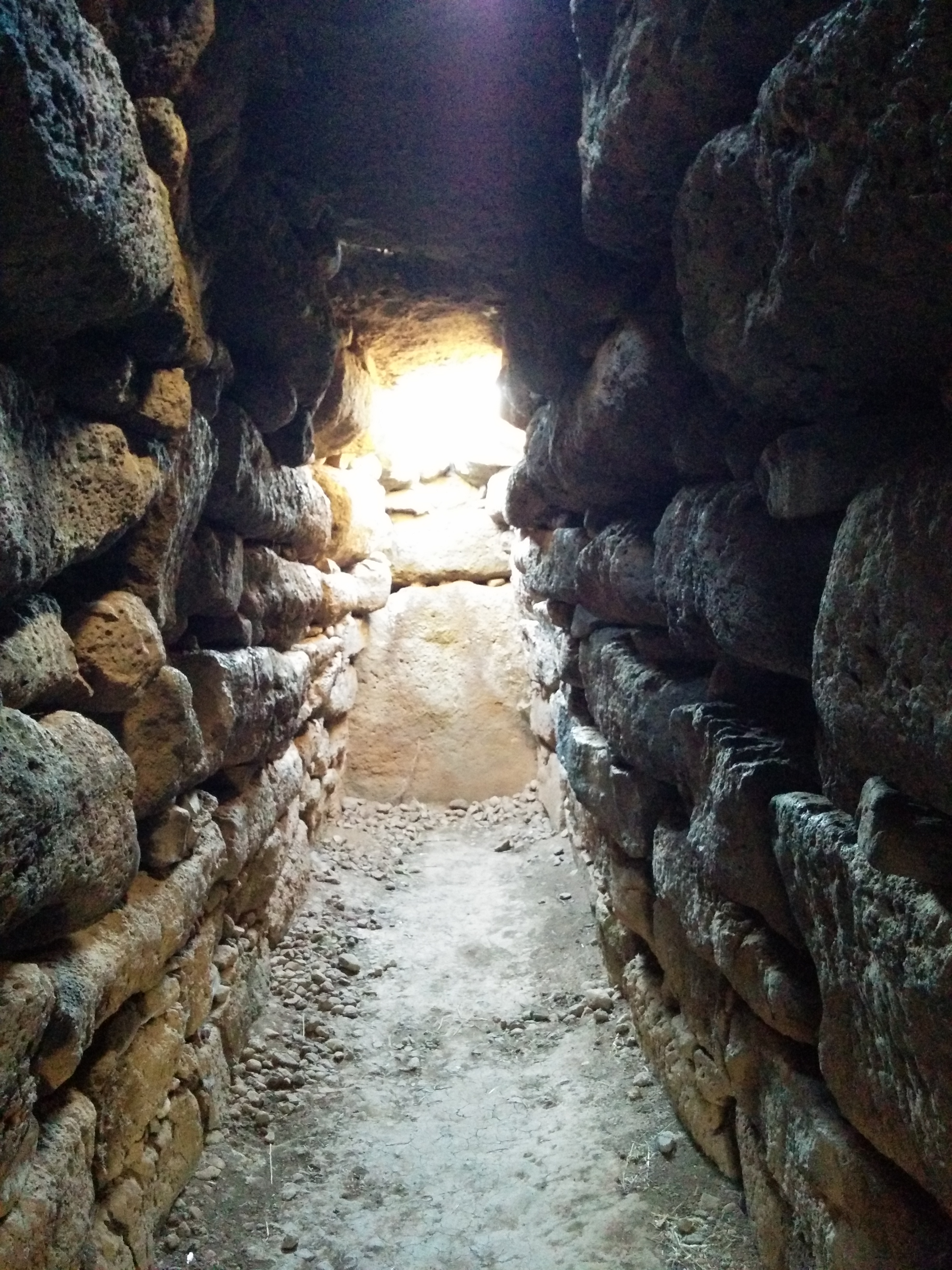
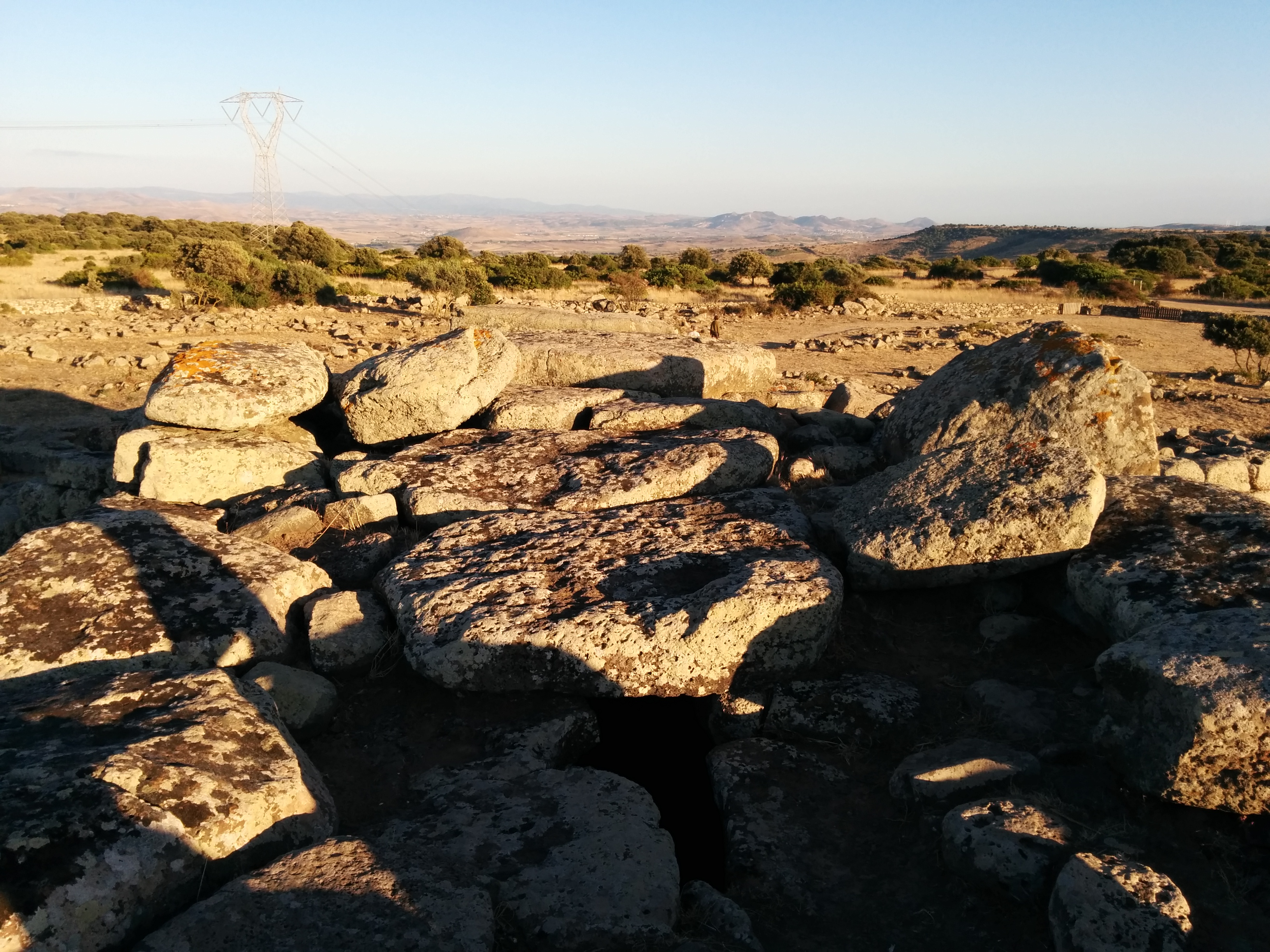
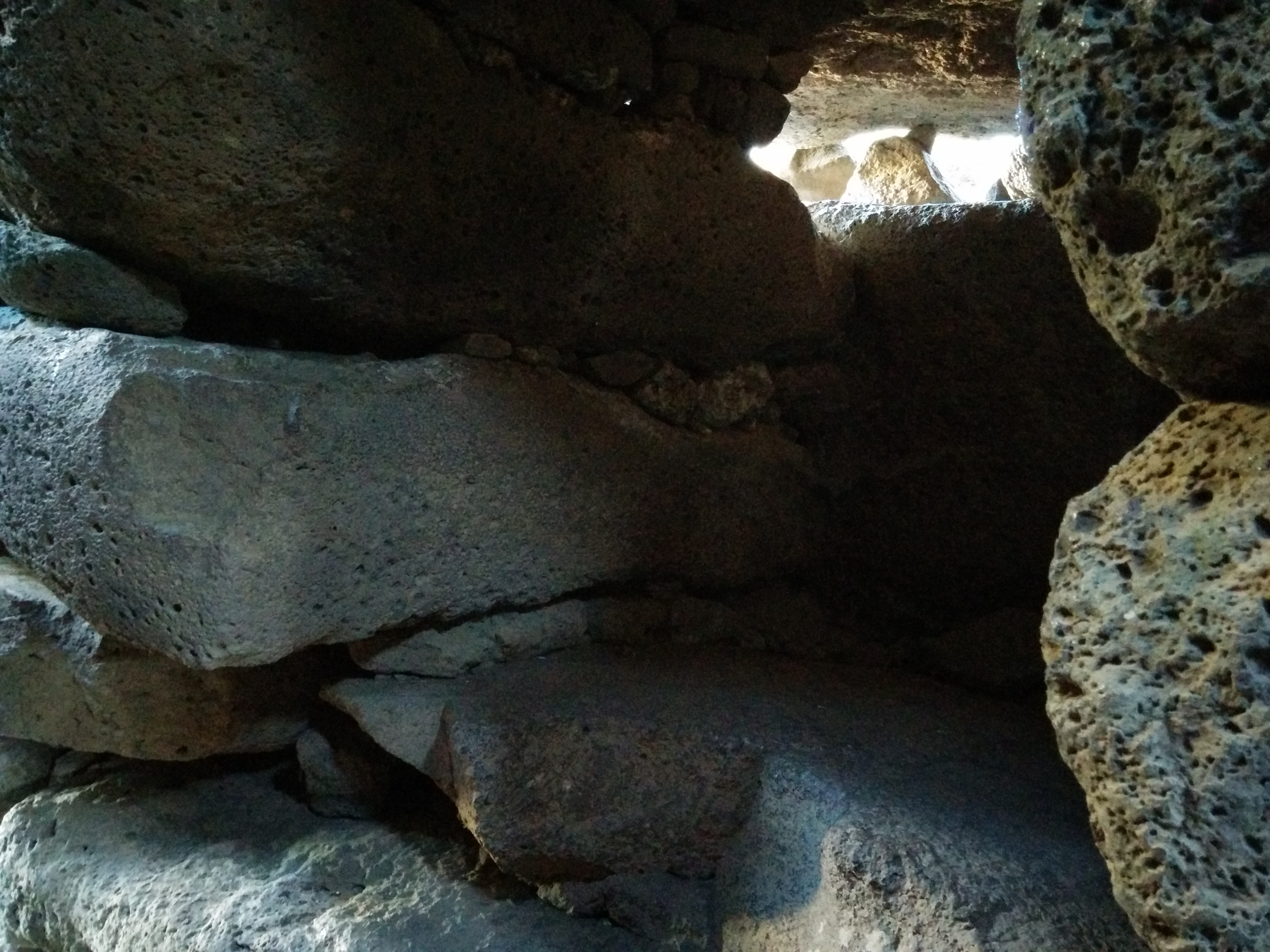
Nicchia per offerte votive
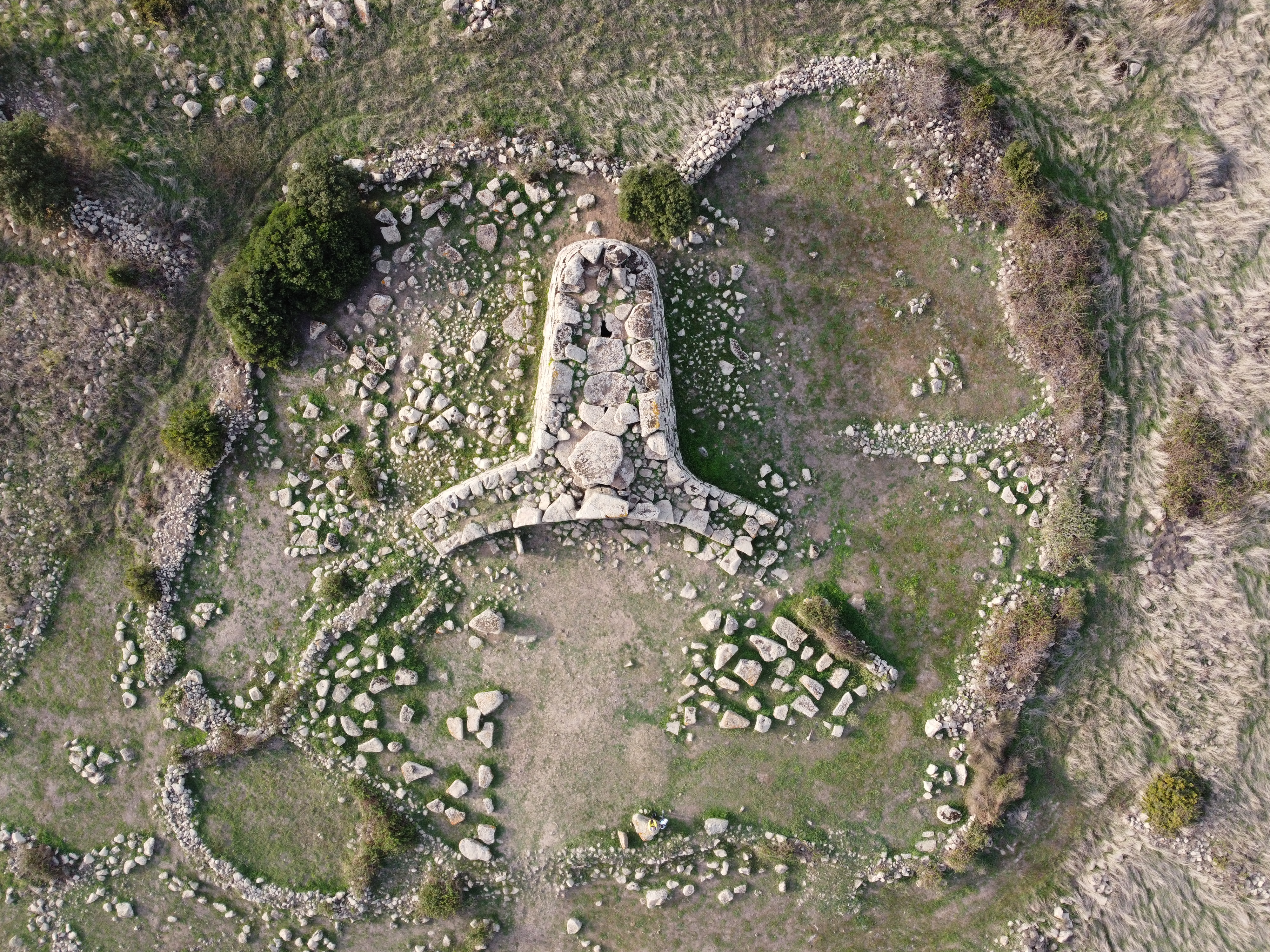
Vista zenitale